# Bioclasto
Os bioclastos são fragmentos fósseis esqueléticos de organismos marinhos ou terrestres que antes eram encontrados em rochas sedimentares depositadas em um ambiente marinho - especialmente variedades de calcário em todo o mundo. Eles são normalmente a principal ferramenta para determinação da idade e informações paleoecológicas. Alguns dos quais assumem texturas e cores distintas de seus bioclastos predominantes - que geólogos, arqueólogos e paleontólogos usam para datar um estrato rochoso de uma era geológica específica.

## Cloudina
As conchas de Cloudina fazem seus leitos de conchas quando são preenchidas com depressões que ocorrem entre cúpulas termobolíticas e ocasionalmente se formam em vales entre ondulações de corrente de baixa amplitude que ocorrem em fácies de cascalho. Esses organismos têm o melhor fóssil de índice potencial na era ediacarana tardia.

## Rochas calcárias

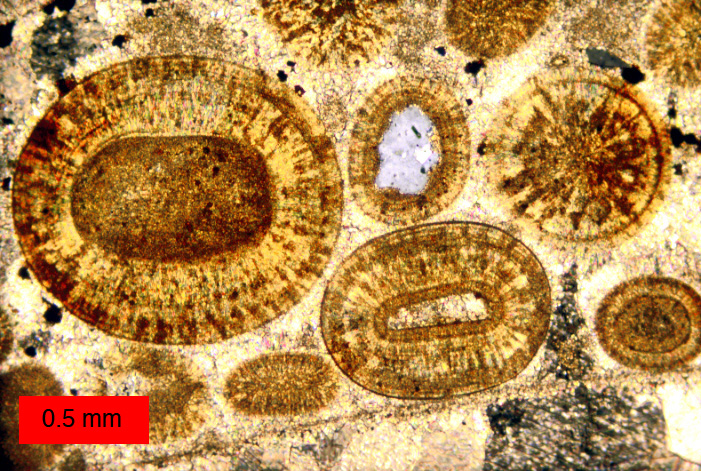
Oóides em seção delgada, Formação Carmel, Jurássico de Utah

Nas rochas calcárias, existem diferentes tipos de possíveis bioclastos, dependendo da região, tempo e clima durante a fase de formação. Oóides são grãos de carbonato revestidos que possuem algum tipo de núcleo - um bioclasto (fragmento de casca) nesse caso. Eles se formam onde correntes fortes de fundo e condições de água áspera estão presentes e onde os níveis de saturação de bicarbonatos são altos.

## Sedimento do Monte Saint-Michel
Sedimentos da região de Monte Saint-Michel, na França, são uma mistura de detritos bioclásticos heterométricos e detritos de casca. Este material foi retrabalhado ao longo do tempo pelas ondas e correntes oceânicas dos planos de maré da região.